# Фаликон
Фаликон (фр. Falicon) насеље је и општина у Француској у региону Прованса-Алпи-Азурна обала, у департману Приморски Алпи која припада префектури Ница.
По подацима из 2011. године у општини је живело 1907 становника, а густина насељености је износила 368,86 становника/km². Општина се простире на површини од 5,17 km². Налази се на средњој надморској висини од 300 метара (максималној 581 m, а минималној 103 m).

## Демографија
| 1962. | 1968. | 1975. | 1982. | 1990. | 1999. | 2011. |
| ----- | ----- | ----- | ----- | ----- | ----- | ----- |
| 605   | 715   | 877   | 1.065 | 1.498 | 1.644 | 1.907 |

График промене броја становника у току последњих година

## Партнерски градови
- Мерхвајлер
- Кастелино Танаро